# Publi Juvenci Cels (cònsol 164)
Publi Juvenci Cels (en llatí: Publius Juventius Celsus) va ser un senador romà del segle ii. El seu avi, el jurista Juvenci Cels, també va ser cònsol, l'any 129. Formava part de la gens Juvència, una gens romana d'origen plebeu.
És significativa la seva labor com a promagister al quòrum de sacerdots pontífexs del 155 fins al 161 (tal com ho demostra una inscripció). Del 161 al 163 probablement va servir com a llegat a l'Àsia Menor a la província de Galàcia. L'any 164 es converteix en cònsol.